# Animalsk fedt
 For alternative betydninger, se Fedt (flertydig).
Animalske fedtstoffer og olier er lipidmaterialer udvundet fra dyr. Fysisk er olier flydende ved stuetemperatur, og fedtstoffer er faste. Kemisk er både fedtstoffer og olier sammensat af triglycerider. Selv om mange animalske dele og sekreter kan give olie, er det i kommerciel sammenhæng primært udvundet af fraskåret vævsfedt fra dyr som svin, høns og køer. Mejeriprodukter bidrager også med animalske fedtstoffer og olier gennem fødevarer som ost, smør og mælk .
Visse stoffer som gåsefedt producerer et højere røgpunkt end andre animalske fedtstoffer, men er stadig lavere end mange vegetabilske olier som oliven eller avokado.
I forbrugerkødprodukter (ikke-naturligt kød) i USA klassificeres fedtstoffer som værende animalske fedtstoffer, når partikelstørrelsen af knoglefaststoffer er over tre procent, proteinindholdet er mindre end 14 procent, og hvis produktet indeholder mere end 30 procent rent fedtindhold.
Animalsk fedt bruges normalt som en del af en vestlig diæt i deres halvfast form som enten mælk, smør, svinefedt, gåsefedt og dryp eller mere almindeligt som fyldstof i fabriksfremstillet kød, dyrefoder og fastfoodprodukter. Mejeriprodukter er animalske sekretioner, der indeholder forskellige niveauer af vand, olier, fedtstoffer og dyreceller fra kredsløbs- og lymfesystemer som blod og brystkirtler .

## Kulinariske anvendelser
Mange animalske fedtstoffer og olier indtages direkte eller indirekte som ingredienser i fødevarer. Olierne tjener en række formål i denne rolle:[kilde mangler]
- "Forkortelse" – for at give kager en smuldrende struktur.
- Tekstur – olier kan hjælpe med at andre ingredienser klistre mindre sammen
- Smag – nogle vælges specielt for den smag, de giver.
- Smagsbase – olier kan også "bære" smag af andre ingredienser, da mange smagsstoffer er til stede i kemikalier, som er opløselige i olie.

For det andet kan olier opvarmes og bruges til at lave mad. Olier, der er egnede til dette formål, skal have et højt flammepunkt.